# Antonio García Ágredas
Antonio García Ágredas (Villena, 7 de gener de 1940) fou un polític valencià, diputat a Corts Valencianes i regidor de l'ajuntament de Villena.
Treballà com a gerent d'un magatzem d'adobats. En 1973 va ser escollit regidor de Villena pel terç de representació familiar. A les eleccions municipals espanyoles de 1979 fou escollit regidor i tinent d'alcalde en les llistes d'Alianza Popular. Fou candidat a les eleccions generals espanyoles de 1982 per Coalició Democràtica, però no fou escollit. Fou elegit diputat a les eleccions a les Corts Valencianes de 1983 per Alianza Popular. Entre 1983 i 1987 fou secretari de la Comissió de Governació i Corporacions Municipals i vocal de la Comissió de Sanitat i Seguretat Social de les Corts Valencianes, alhora que exercia com a Delegat del Tribunal Tutelar de Menors de la província d'Alacant.
A les eleccions municipals espanyoles de 1987 fou elegit novament regidor de Villena dins les llistes del grup Unió Provincial Alacantina (UPRA). A les eleccions a les Corts Valencianes de 1987 era el segon de la llista de la Coalició Electoral Valenciana, però no fou escollit. A les eleccions generals espanyoles de 1989 fou candidat dins les llistes de l'Agrupació Electoral José María Ruiz Mateos, però tampoc fou escollit. A les eleccions municipals de 1991 i 1995 fou novament elegit regidor dins les llistes de l'Agrupació Electoral UPRA Independent de Villena, i a les eleccions municipals espanyoles de 1999 fou escollit regidor de Villena per Iniciativa Independiente. Amb el seu vot va facilitar l'accés a l'alcaldia al popular Vicente Rodes Amorós.
A les eleccions municipals espanyoles de 2011 va perdre la seva condició de regidor i va decidir abandonar la política. Nogensmenys, ha decidit tornar a presentar-se amb Iniciativa Independiente a les eleccions municipals espanyoles de 2015.